# ملامس (الشرقية)
قرية ملامس هي إحدى القرى التابعة لمركز منيا القمح في محافظة الشرقية في جمهورية مصر العربية. حسب إحصاءات سنة 2006، بلغ إجمالي السكان في ملامس 13691 نسمة، منهم 7028 رجل و6663 امرأة.

## التاريخ
قرية ملامس من القرى القديمة، حيث ورد اسم «ملامس» في أعمال الشرقية ضمن قرى الروك الصلاحي التي أحصاها ابن مماتي في كتاب قوانين الدواوين، كما وردت في أعمال الشرقية ضمن قرى الروك الناصري التي أحصاها ابن الجيعان في كتاب «التحفة السنية بأسماء البلاد المصرية». وفي العصر العثماني ورد اسمها في التربيع العثماني الذي أجراه الوالي العثماني سليمان باشا الخادم في عصر السلطان العثماني سليمان القانوني ضمن قرى ولاية الشرقية، وفي تاريخ 1228هـ/1813م الذي عدّ قرى مصر بعد المسح الذي قام به محمد علي باشا باسم «ملامس» ضمن قرى مديرية الشرقية.